# 巴爾鎮區 (印地安納州戴維斯縣)
巴爾鎮區（英語：Barr Township）是位於美國印地安納州戴維斯縣的一個行政鎮區。

## 地方資料
根據2010年美國人口普查的數據，巴爾鎮區的面積為189.60平方千米，當中陸地面積為186.60平方千米，而水域面積為3.00平方千米。當地共有人口4811人，而人口密度為每平方千米25.37人。